# گری لاک

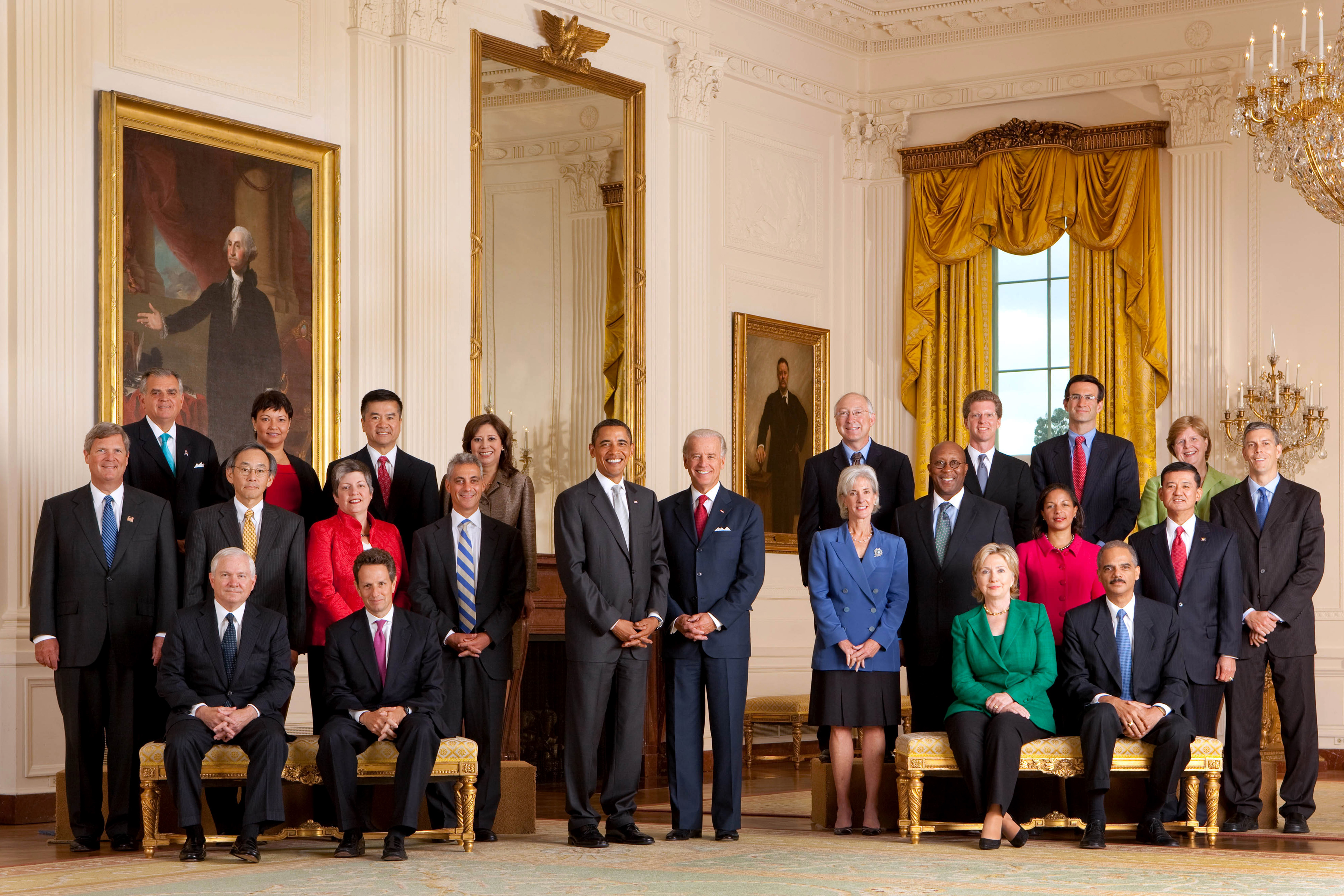
کابینه اول باراک اوباما، رئیس جمهوری آمریکا، در اتاق شرقی سال ۲۰۰۹ ردیف اول ایستاده از چپ به راست: ری لحود، لیسا جکسون، گری لاک، هیلدا سولیس، باراک اوباما، جو بایدن، کن سالازار، شان داناون، پیتر اورزاگ، کریستینا رومر، آرنی دانکن ردیف دوم ایستاده: تام ویلساک، استیون چو، جنت ناپالیتانو، رام امانوئل، کاتلین سیبیلیوس، ران کرک، سوزان رایس، اریک شینسکی ردیف سوم نشسته: رابرت گیتس، تیموتی گایتنر، هیلاری کلینتون، اریک هولدر

گری فی لاک (به انگلیسی: Gary Faye Locke) سیاست‌مدار دموکرات آمریکایی چینی-تبار و وزیر سابق بازرگانی کابینه اوباما بود.
او توسط باراک اوباما نامزد مقام وزیر بازرگانی آمریکا در سال ۲۰۰۸ گردید.
لاک دانش آموختهٔ دانشگاه ییل و دانشگاه بوستون با دکترای حقوق است.
لاک فرماندار سابق ایالت واشینگتن است.